# ファビアン・ブレドロウ
ファビアン・ブレドロウ（Fabian Bredlow，1995年3月2日 - ）は、ドイツ・ベルリン出身のサッカー選手。VfBシュトゥットガルト所属。ポジションはゴールキーパー。

## 経歴
2014年6月10日、レッドブル系列であるFCレッドブル・ザルツブルクのリザーブであるFCリーフェリングに期限付き移籍。
2017年夏、1.FCニュルンベルクに移籍。2017-18シーズンには正ゴールキーパーとしてチームの1部昇格に貢献し、2018-19シーズンも再び正守護神を務めることになった。
2019年6月21日、VfBシュトゥットガルトへ2022年6月までの3年契約で完全移籍した。